# Aulacoserica popoana
Aulacoserica popoana är en skalbaggsart som beskrevs av Moser 1918. Aulacoserica popoana ingår i släktet Aulacoserica och familjen Melolonthidae. Inga underarter finns listade.